# Estación Capilla del Monte
Capilla del Monte era una estación de ferrocarril ubicada en la ciudad de Capilla del Monte del Departamento Punilla, provincia de Córdoba, Argentina.

## Ubicación
Se encuentra en el km 543.2 del Ramal A1 del Ferrocarril General Belgrano.

## Servicios
Este ramal presta servicios hacia las estaciones Córdoba (Mitre)  y Alta Córdoba dentro de la Ciudad de Córdoba.